# Vladimir Novikov (gymnastique)
Pour les articles homonymes, voir Vladimir Novikov.
Vladimir Anatolievitch Novikov (en russe : Владимир Анатольевич Новиков), né le 4 août 1970 à Alma-Ata, en RSS kazakhe (Union soviétique), est un gymnaste soviétique des années 1980.

## Palmarès

### Jeux olympiques
- Séoul 1988
  -  médaille d'or par équipes

### Championnats du monde
- Rotterdam 1987
  -  médaille d'or par équipes

- Stuttgart 1989
  -  médaille d'or par équipes